# کنکی فوکوکا
کنکی فوکوکا (انگلیسی: Kenki Fukuoka؛ زادهٔ ۷ سپتامبر ۱۹۹۲) بازیکن راگبی ۷ نفره اهل ژاپن است.